# Étape cinétiquement déterminante
En cinétique chimique, la vitesse d'une réaction en plusieurs étapes est souvent déterminée par l'étape la plus lente. Cette étape est connue sous les noms d'étape cinétiquement déterminante, étape cinétiquement limitante,  étape déterminante de vitesse ou étape limitante de vitesse. L'équation de vitesse expérimentale peut aider à identifier quelle étape est cinétiquement déterminante.
Dans une coordonnée de réaction qui représente le profil d'énergie potentielle d'une réaction, l'étape cinétiquement déterminante correspond à l'état de transition de l'énergie potentielle la plus haute.
La notion d'étape cinétiquement déterminante est très importante pour l'optimisation et la compréhension de nombreux processus chimiques tels que la catalyse et la combustion.

## Exemple: La réaction de NO2et CO

### La première étape est cinétiquement déterminante
Considérons par exemple la réaction en phase gazeuse NO2 + CO → NO + CO2. Si cette réaction avait lieu dans une seule étape, sa vitesse (v) serait proportionnelle à la vitesse des collisions entre des molécules de NO2 et de CO
v = k[NO2][CO] :
où k est une constante de vitesse de réaction et une paire de parenthèses carrées indiquent une concentration molaire.
Cependant l'équation de vitesse expérimentale de cette réaction est v = k[NO2]2, ce qui suggère que la vitesse est déterminée par une étape de réaction entre deux molécules de NO2. La molécule de CO entrerait dans une autre étape plus rapide. Un mécanisme possible en deux étapes qui explique l'équation de vitesse est:
1. NO2 + NO2 → NO + NO3 (lente, déterminante de vitesse)
2. NO3 + CO → NO2 + CO2 (rapide)

Dans ce mécanisme l'intermédiaire réactionnel NO3 est formé à la première étape avec vitesse v1, et réagit avec le CO à la deuxième étape avec vitesse v2. Cependant le NO3 peut aussi réagir avec le NO si la première étape a lieu en sens inverse (NO + NO3 → 2 NO2) avec vitesse v-1, où le signe moins indique la vitesse d'une réaction en sens inverse.
La concentration d'un intermédiaire réactionnel tel que [NO3] demeure petite et presque constante. Elle peut alors être évaluée par l'approximation des états quasi stationnaires, selon laquelle la vitesse de sa formation égale la vitesse de sa consommation, ici par  deux voies possibles. Dans cet exemple nous avons 
{\displaystyle {\frac {{d}{[NO_{3}]}}{dt}}=v_{1}-v_{2}-v_{-1}\approx 0}
Dire que l'étape lente est la première implique en effet que la première étape au sens inverse est plus lente que la deuxième étape au sens direct, de sorte que presque tout le NO3 est consommé par réaction avec CO plutôt que'avec NO. C'est-à-dire, v-1 << v2, de sorte que v1 – v2 ≈ 0. Mais la vitesse globale de réaction est la vitesse de formation du produit final (ici CO2), et alors v = v2 ≈ v1. En effet la cinétique globale est déterminée par la vitesse de la première étape, et (presque) toute molécule qui réagit par la première étape continue jusqu'à la deuxième étape qui est aussi rapide.

### Et si la deuxième étape était cinétiquement déterminante
L'autre hypothèse possible serait que la deuxième étape est lente et déterminante de la vitesse, c'est-à-dire qu'elle est plus lente que la première étape en sens inverse:  v2 << v-1. Dans cette hypothèse, v1 – v-1 ≈ 0, de sorte que la première étape est (presqu')à l'équilibre. La vitesse globale est déterminée par la deuxième étape, v = v2 << v1, étant donné que très peu de molécules qui réagissent par la première étape continuent jusqu'à la deuxième étape qui est beaucoup plus lente. Cependant cette hypothèse alternative peut être rejetée (pour la réaction considérée en exemple), parce qu'elle implique une équation de vitesse en désaccord avec l'expérience.
Si la première étape était réellement à l'équilibre, alors l'équation de sa constante d'équilibre permet le calcul de la concentration de l'intermédiaire NO3 en fonction des espèces des réactifs et des produits qui sont plus stables et plus mesurables.
{\displaystyle K_{1}={\frac {{[NO]}{[NO_{3}]}}{{[NO_{2}]}^{2}}}}
{\displaystyle [NO_{3}]=K_{1}{\frac {[NO_{2}]^{2}}{[NO]}}}
La vitesse globale de réaction serait alors
{\displaystyle v=v_{2}=k_{2}[NO_{3}][CO]=k_{2}K_{1}{\frac {[NO_{2}]^{2}[CO]}{[NO]}}},
en désaccord avec l'équation de vitesse expérimentale ci-dessus. Ceci contredit l'hypothèse que la deuxième étape est déterminante de vitesse.

## Substitution nucléophile
La substitution nucléophile monomoléculaire (SN1) en chimie organique fournit un autre exemple, où c'est la première étape qui est monomoléculaire et qui est cinétiquement déterminante . Comme cas particulier on considère l'hydrolyse basique du bromure de tert-butyle (t-C4H9Br ou (CH3)3CBr) par l'hydroxyde de sodium aqueux.
Ce mécanisme possède deux étapes (où R signifie le radical tert-butyle) 
1. La formation d'un carbocation   R-Br  →  R+ + Br-
2. L'attaque par une molécule d'eau qui agit comme nucléophile  R+ + OH−  →  ROH.

Les mesures de vitesse démontrent que cette réaction est du premier ordre, ce qui indique que la première étape est lente et cinétiquement déterminante. La deuxième étape qui implique OH− est beaucoup plus rapide de sorte que la vitesse globale est indépendante de la concentration de OH−.
Par contre, pour l'hydrolyse basique du bromure de méthyle (CH3Br), il s'agit d'une substitution nucléophile bimoléculaire (SN2) donc une seule étape. Son équation de vitesse est de deuxième ordre, vitesse = k[RBr][OH−].

## Contrôle par la diffusion
Aux réactions qui ne sont pas trop rapides (tel que l'exemple précédent), l'étape cinétiquement déterminante est une des réactions chimiques en séquence. Aux réactions très rapides cependant, l'étape déterminante de vitesse peut être le transport des réactifs pour qu'ils puissent interagir. Ce cas est dit le contrôle par la diffusion. Il arrive surtout lorsque la formation des produits à partir du complexe activé est très rapide, de sorte que la vitesse d'arrivée des réactifs détermine la vitesse.